# Castel Campagnano
Castel Campagnano (Campànnànë in campano) è un comune italiano di 1 407 abitanti della provincia di Caserta in Campania.
Con frazione Squille è fiancheggiato dal fiume Volturno.

## Storia
Reperti d'epoca romana sono stati rinvenuti negli anni addietro nella frazione Squille.
Nel Medioevo venne citato con il nome di castrum Campanianum.
Nel 1383 fu sede della battaglia fra Carlo III di Napoli e Luigi I d'Angiò.
Fino al 1862 fu chiamato solo con il nome di "Campagnano" per poi divenire "Castello di Campagnano"
Dal 1916 si chiama con l'attuale nome.
Durante la seconda guerra mondiale, nella notte tra 13 e 14 ottobre 1943, il paese fu liberato da truppe americane.
Dal 1927 al 1945 appartenne alla provincia di Benevento, a seguito della temporanea soppressione della provincia di Caserta in epoca fascista.

### Simboli
Lo stemma comunale è uno scudo di azzurro in cui è raffigurata una tenda da campo cimata da una croce. Il gonfalone è costituito da un drappo partito di bianco e di azzurro.

## Monumenti e luoghi d'interesse

### Architetture religiose
- Chiesa di Santa Maria ad Nives;
- Chiesa di San Michele Arcangelo.

### Architetture civili
- Castello ducale di Castel Campagnano.

## Società

### Evoluzione demografica
Abitanti censiti